# 斯捷波韋 (亞基米夫卡區)
46°42′13″N 34°47′45″E / 46.70361°N 34.79583°E
斯捷波韋是位於烏克蘭東南部的村莊，由扎波羅熱州梅利托波爾區的亞基米夫卡市鎮負責管轄。該村始建於1932年，面積0.25平方公里，海拔高度40米，2001年人口309，人口密度每平方公里1,231.1人。